# Pleasant Hill Township (comté de Cass, Missouri)
Pleasant Hill Township est un township inactif du comté de Cass dans le Missouri, aux États-Unis,. Le township est fondé en 1872 et baptisé en référence à Pleasant Hill.

## Source de la traduction
- (en) Cet article est partiellement ou en totalité issu de l’article de Wikipédia en anglais intitulé « Pleasant Hill Township, Cass County, Missouri » (voir la liste des auteurs).